# Gottscheer Zeitung
Die Gottscheer Zeitung war eine deutschsprachige Wochenzeitung, die von 1919 bis 1941 in Kočevje (dt. Gottschee) im Königreich Jugoslawien erschienen ist.

## Geschichte
Die Gottscheer Zeitung verstand sich als Fortsetzung des Gottscheer Boten (1904–1919), als auch der Blätter Der Landwirth (1909–1918) und Gottscheer Nachrichten (1907–1919), die aufgrund ihrer Unterstützung für die Gründung einer unabhängigen und von Italien unterstützten Republik Gottschee ihr Erscheinen einstellen mussten. Die Gottscheer Zeitung war daher einer starken Zensur unterworfen; jede Nummer musste vor ihrem Erscheinen den jugoslawischen Behörden zur Genehmigung vorgelegt werden. Herausgeber war Josef Eppich, die Schriftleitung hatte Alois Krauland inne. Programmatisch stellte sich die Redaktion in der ersten Ausgabe als staatstreu dar und kündigte an die Interessen der Gottscheer Deutschen zu fördern. Ebenso wie die Marburger Zeitung und die Cillier Zeitung entwickelte sich auch die Gottscheer Zeitung in den 1930er Jahren zu einem nationalsozialistisch geprägten Blatt. Ab 1955 erschien in Klagenfurt eine von ausgewanderten Gottscheern gegründete Zeitung gleichen Titels.